# Cianorte (kommun)
Cianorte är en kommun i Brasilien.   Den ligger i delstaten Paraná, i den södra delen av landet, 1 000 km sydväst om huvudstaden Brasília. Antalet invånare är 69 962.
Följande samhällen finns i Cianorte:
- Cianorte

Trakten runt Cianorte består i huvudsak av gräsmarker. Runt Cianorte är det ganska tätbefolkat, med 78 invånare per kvadratkilometer.